# ژاپن پست سرویس
ژاپن پست سرویس (انگلیسی: Japan Post Service) شرکت پست ژاپنی است، که در سال ۲۰۰۷ تأسیس شد.